# Pfarrkirche Bad Gams

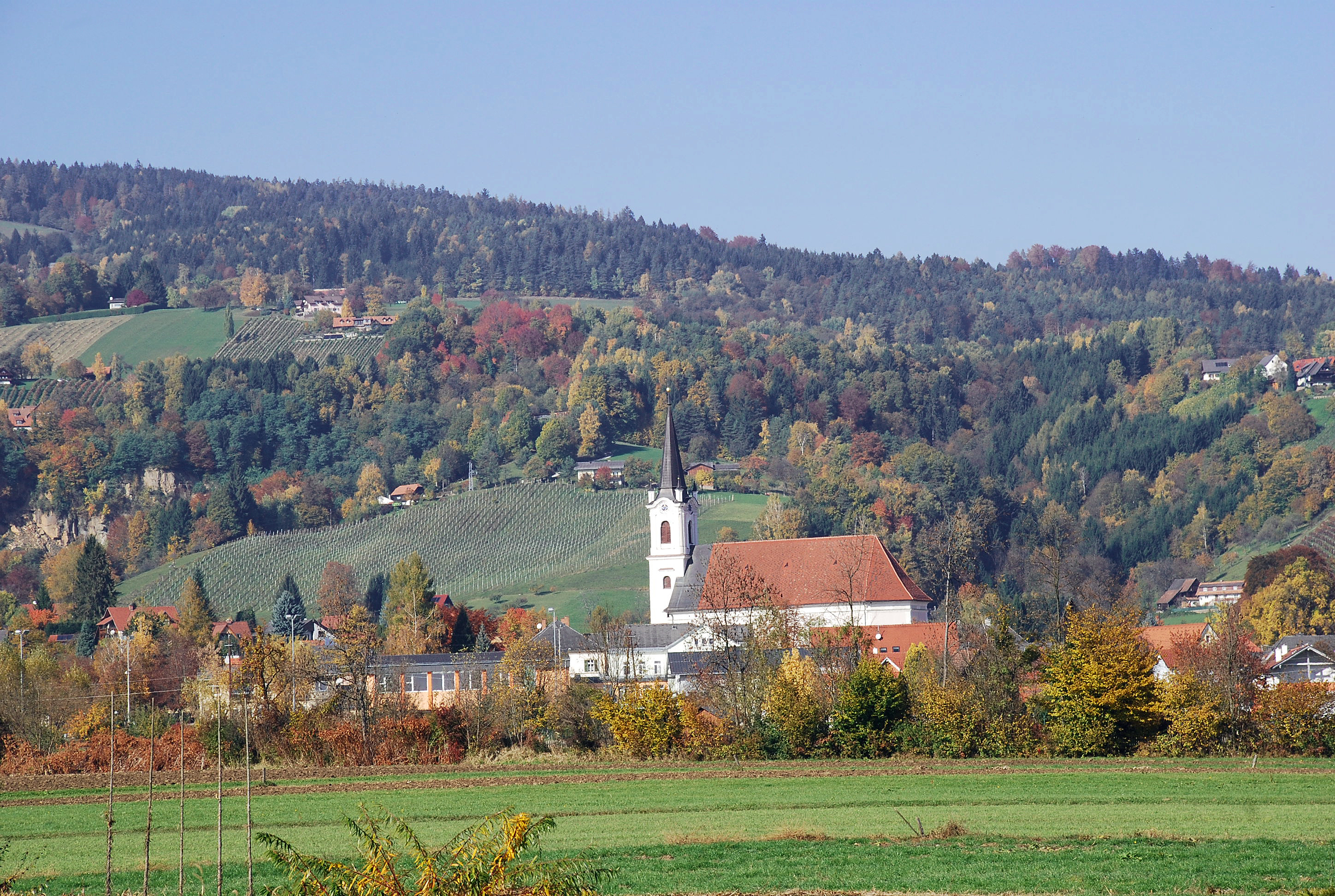
Kath. Pfarrkirche hl. Bartholomäus in Bad Gams

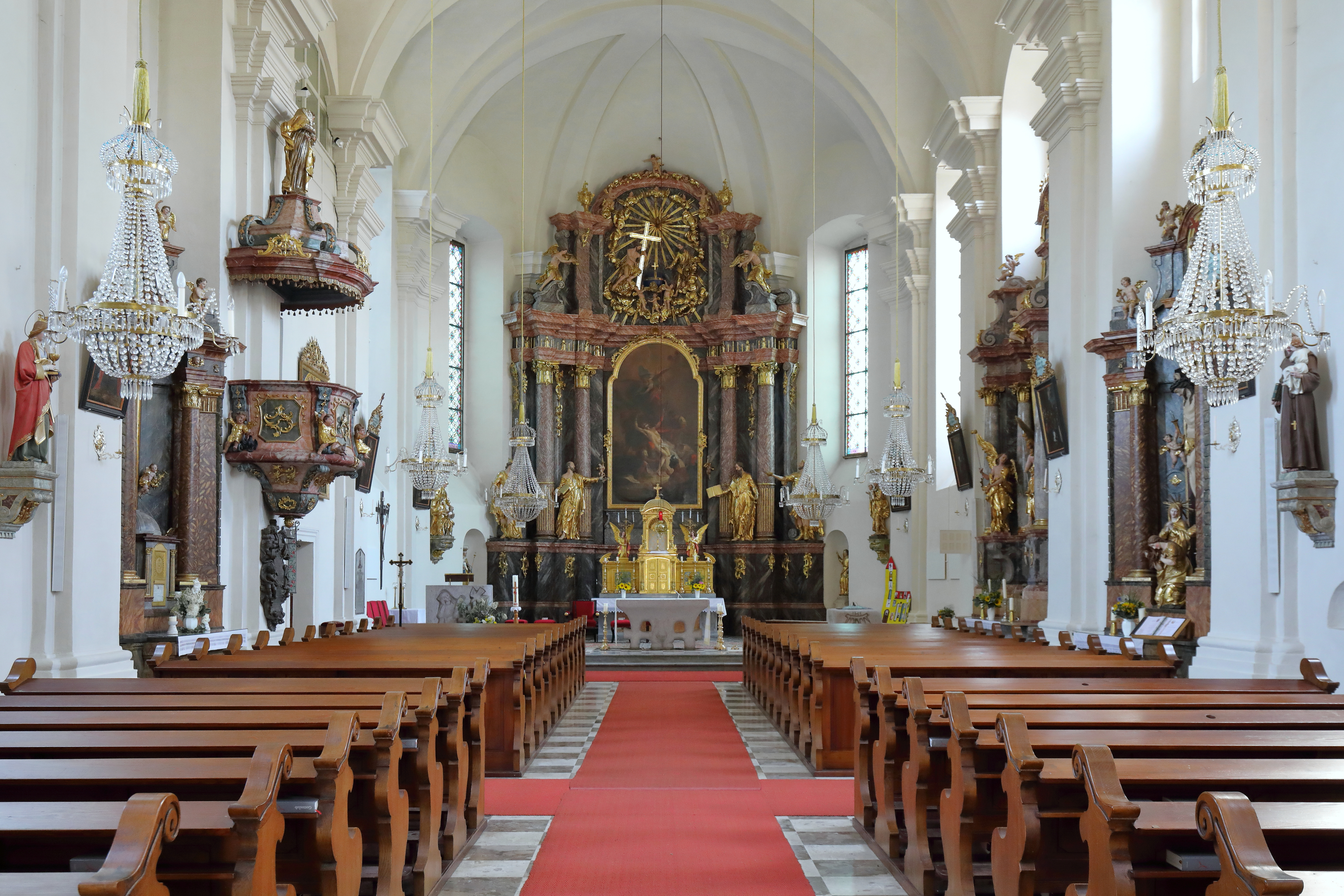
Innenansicht der Pfarrkirche von Bad Gams

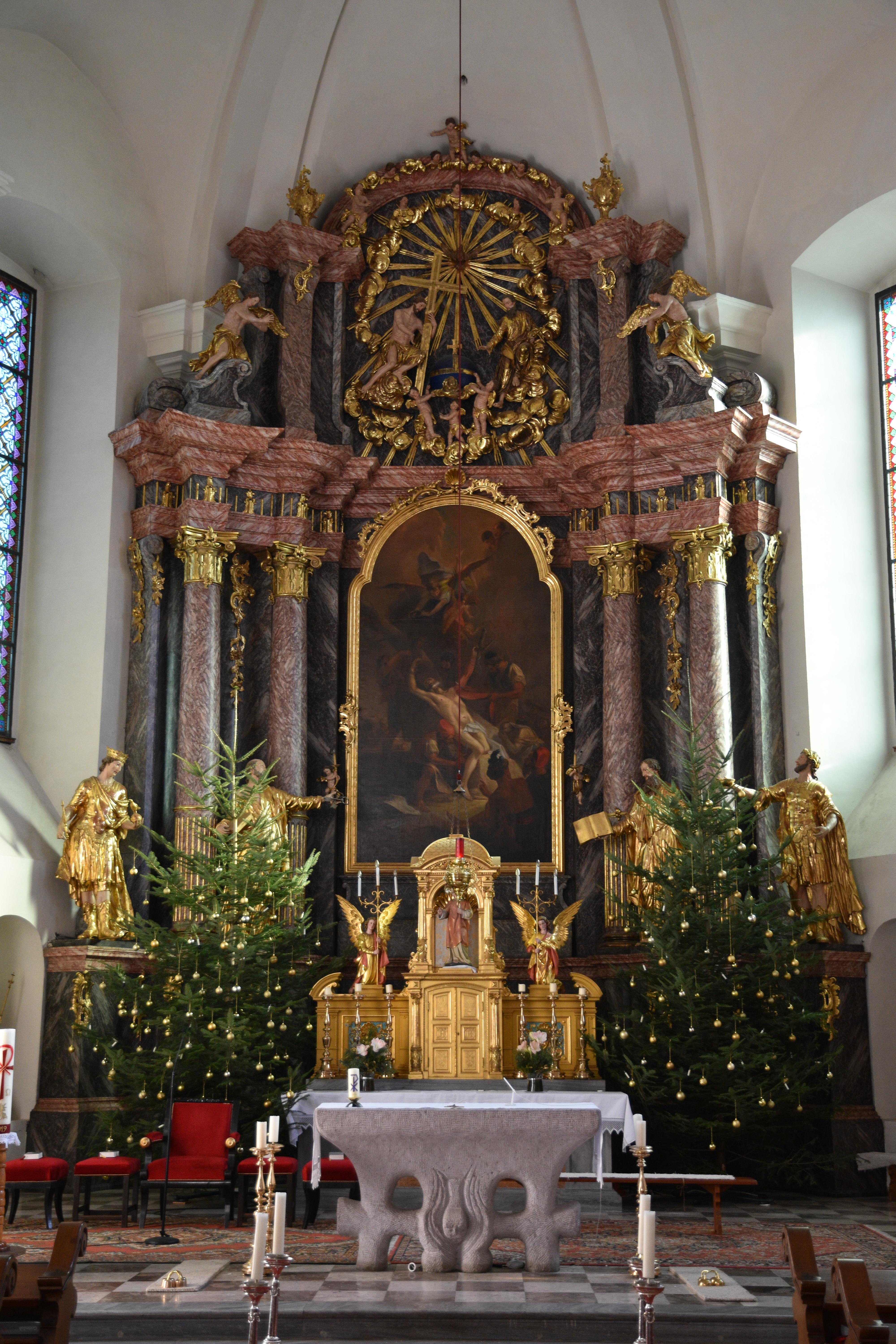
Der Hochaltar der Pfarrkirche

Die römisch-katholische Pfarrkirche Bad Gams steht in der ehemaligen Marktgemeinde Bad Gams in der Stadtgemeinde Deutschlandsberg im Bezirk Deutschlandsberg in der Steiermark. Die auf den heiligen Bartholomäus geweihte Pfarrkirche gehört zum Dekanat Deutschlandsberg in der Diözese Graz-Seckau. Die Kirche steht unter Denkmalschutz.

## Geschichte
Die erste Erwähnung einer Kirche erfolgte im Jahr 1165. Nach ihrer Zerstörung durch die Türken ließ man sie 1534 erneut weihen. Im Jahr 1660 wurde sie durch einen Brand stark beschädigt und es musste eine Notkirche errichtet werden. Der heutige Kirchenbau wurde zwischen 1727 und 1735 durch Sebastian Tengg neu errichtet und 1735 geweiht, wobei der Bau erst im Jahr 1747 fertiggestellt wurde. 1755 wurde der Kirchturm erhöht. Im Jahr 1912 sowie zwischen 1961 und 1965 wurde die Außenseite und in den Jahren 1836, 1877, 1886, 1913 sowie zwischen 1969 und 1970 die Innenseite restauriert.

## Beschreibung
Das Äußere der Kirche wird durch gemalte Pilaster gegliedert. Der leicht eingestellte, dreigeschoßige Kirchturm mit im Jahr 1868 aufgesetzten Spitzhelm befindet sich im westlichen Teil der Kirche. Die Grundmauern sind romanisch und die beiden unteren Geschoße sind gotisch gestaltet. Das Eingangsportal der Kirche ist ein Kielbogenportal mit einem Tympanon auf dem Schulterbogen.
Das sechsjochige Kirchenschiff hat einen Dreiachtelschluss und wird von einem auf Wandpfeilern mit kräftigen Gesimskapitellen sitzenden Kreuzgewölbe mit Gurtbögen überspannt. Die Sakristei befindet sich im Norden. Im westlichen Teil des Langhauses befindet sich eine dreiachsige Empore.
Der um 1775 errichtete Hochaltar trägt Statuen, die aus der Werkstatt von Veit Königer stammen. Das 1776 von Anton Jantl gemalte Altarblatt zeigt den heiligen Bartholomäus. Das Tabernakel stammt aus dem Ende des 19. Jahrhunderts. Die drei Seitenaltäre wurde um die Mitte des 18. Jahrhunderts aufgestellt. Einer davon, der Ölbergaltar trägt ein von Philipp Carl Laubmann gemaltes, Christus am Ölberg darstellendes Bild. Die Kanzel wurde zwischen 1741 und 1744 aufgestellt. Der Altartisch, der Ambo, der Osterleuchter sowie der Taufstein wurden 1971 von Alfred Schlosser gefertigt. Die barocken Kreuzwegbilder haben Rokokorahmen. Weiters befinden sich ein barockes Bild der Vierzehn Nothelfer, ein Bild des heiligen Augustinus aus dem Anfang des 18. Jahrhunderts sowie ein Grabstein aus dem Jahr 1747 in der Kirche.

### Orgel
Eine kleine Orgel, die 1757 gebaut wurde, wurde später in der Pfarrkirche St. Jakob in Freiland bei Deutschlandsberg aufgestellt. Das heutige Werk wurde von Konrad Hopferwieser aus Graz im Jahr 1907 mit pneumatischer Kegelladentraktur errichtet. Es besitzt 16 Register, verteilt auf zwei Manuale und Pedal.

### Glocken
Im flächenmäßig großen Kirchturm hängen vier Glocken. Eine dieser Glocken wurde vom Glockengießer Jörg Wening im Jahre 1551 gegossen, die anderen drei Glocken entstammen der Innsbrucker Gießerei Grassmayr aus dem Jahr 1954. Sie erklingen in den Tönen e1, g1, h1 und d2 und hängen in einem Stahlglockenstuhl an Stahljochen.